# Offensive de Vitebsk-Orcha
Batailles
Orcha, Vitebsk
Pour un article plus général, voir Opération Bagration.
L'opération Vitebsk-Orcha (en russe : Витебско-Оршанская наступательная операция, Vitebsko-Orchanskaïa nastoupatelnaïa operatsia) est le premier choc de l'offensive stratégique en Biélorussie de l'Armée rouge, menée durant l'été 1944 contre les troupes de la Wehrmacht et dénommée opération Bagration.
Son objectif était de percer la ligne de défense allemande au nord d'Orcha, sur la IIIe Panzer Armee et le flanc nord de la 4e armée allemande, en direction des villes de Vitebsk et d'Orcha. L'attaque fut l'œuvre du premier front de la Baltique et du troisième front biélorusse. Elle fut couronnée de succès sur la Bérésina.

## Place dans l'opération générale
Pour un article plus général, voir Opération Bagration.
Il s'agissait de percer l'aile gauche du Groupe d'Armées Centre, dans le secteur de la IIIe Armée blindée allemande parallèlement au premier front de la Baltique et au troisième front biélorusse. L'attaque portait sur IIIe Armée Blindée et le flanc nord de la IVe armée allemande.

## Plan d'opérations

### Objectifs opérationnels
Les objectifs immédiats de l'offensive soviétique étaient les suivants :
- percer à travers les défenses de la IIIe Armée Panzer allemande au nord et au sud de la ville de Vitebsk en vue de l'encercler et de réduire le saillant du front allemand dans les lignes soviétiques ;
- percer à travers la ligne lourdement fortifiée autour de la route principale  Moscou-Minsk et libérer la ville d'Orcha ;
- engager une exploitation des forces motorisées / cavalerie à travers la brèche ouverte une fois la route contrôlée et nettoyée, ouvrant une voie à un encerclement majeur de la IVe armée allemande dans l'offensive de Minsk.

### Compréhension soviétique
Les renseignements militaires russes avaient révélé la profondeur des défenses allemandes sur la route Moscou - Minsk près d'Orcha. Le résultat fut que l'attaque de Galitsky 11e Armée de la Garde dans ce secteur fut précédée par l'action d'unités de génie spécialisées ; des « PT34 tank rouleur de mines »(Archive.org • Wikiwix • Archive.is • Google • Que faire ?) du 116e régiment blindé du génie furent engagés tout au long de l'assaut avec des compagnies et régiments de fusiliers d'assaut en plusieurs vagues contre les positions de la 78e Sturm-Division fortifiées et lourdement minées.

## Forces en présence

### Wehrmacht
3e Armée Panzer (général d'armée Georg-Hans Reinhardt)
- - IXe corps d'armée (général Rolf Wuthmann)
  - LIIIe corps d'armée (général Friedrich Gollwitzer)
  - VIe corps d'armée (général Georg Pfeiffer)
- Flanc nord de la IVe armée (général Kurt von Tippelskirch)
  - 27e corps d'armée (général Paul Völckers)
- Réserve : XIVe division d'infanterie, 286e division de sécurité

Les villes de Vitebsk et Orcha avaient été déclarées « places fortes » (Fester Platz) à tenir à tout prix, sous commandement de Gollwitzer (Vitebsk) et du général Traut du 27e corps d'armée 78e Sturm-Division (Orcha).
Les unités ci-dessus étaient sous commandement général du Groupe d'armées Centre et du Feld-maréchal Ernst Busch.

### Armée rouge
- Premier front de la Baltique (général Hovhannes Bagramian)
  - 4e armée de choc
  - 6e armée de la Garde
  - 43e armée
  - 3e armée de l’Air
- Troisième front biélorusse (général Ivan Tcherniakhovski)
  - 11e armée de la Garde (général Kouzma Galitski)
  - 5e armée
  - 39e armée
  - 31e armée
  - 5e armée blindée de la Garde (général Pavel Rotmistrov)
  - 1re armée de l’Air[N 3]

Le maréchal Alexandre Vassilievski fut désigné pour coordonner les opérations des deux fronts concernés.

## L'offensive

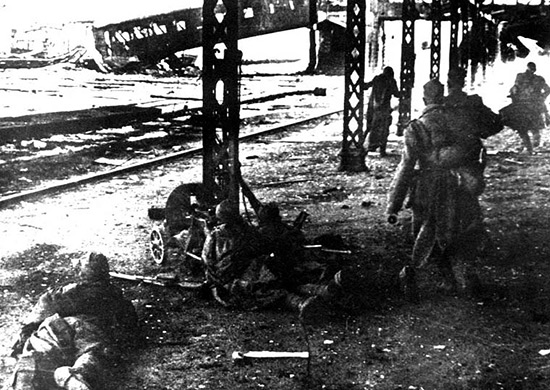
Soldats du 881e régiment de fusiliers de la 158e division combattant dans le secteur de la gare de Vitebsk.

### En direction de Vitebsk

#### Situation initiale
Le flanc nord du Groupe d'Armées centre était défendu par la 3e Panzer Armee sous le commandement de Georg-Hans Reinhardt. Les lignes couraient à travers un terrain marécageux, à travers un saillant, des redans et des poches autour de la ville de Vitebsk, dans le secteur nord de l'autoroute Moscou–Minsk, tenues par la 4e armée allemande. Il était opposé au premier front de la Baltique d'Hovhannes Bagramian et au troisième front biélorusse de Tcherniakhovski, à qui avait été confiée la tâche de percer les défenses au nord et au sud de Vitebsk et de réduire le saillant.
C'est dans ce secteur que les forces soviétiques avaient leurs plus grands gains initiaux. La 43e armée soviétique brisa les défenses du 9e corps d'armée allemand au nord de Vitebsk, dans les quelques heures, poussant en avant vers la rivière Duna. Au sud de la ville, le 6e corps d'armée, la 299e division et la 197e division d'infanterie allemandes disparurent devant un assaut soviétique impossible à contenir, avec une rupture effective mené par la 5e armée soviétique à la jonction des secteurs des 299e et 256e divisions d'infanterie. Le 24 juin, les positions allemandes sur Vitebsk même, tenues par les quatre divisions centrales du 53e corps d'armée allemand étaient sérieusement menacées car les forces soviétiques tentaient clairement d'encercler la ville et qu'aunes réserves n'étaient disponibles pour remettre à flot les défenses effondrées. Les demandes pour retirer des forces allemandes des secondes lignes de défense (la ligne Tigre) étaient refusées par l'Oberkommando des Heeres (OKH).

#### L'attaque
La percée est obtenue dès le 22 juin, au moyen d'une coordination interarmes soviétique inédite dans les dispositifs offensifs de l'Armée rouge et propice à la désintégration du front allemand.
Le 25 juin, la IIIe Panzer Armee fut désintégrée. Dans le nord, le IXe corps d'armée allemand était brisé et jeté hors de la rivière Duna, faisant sauter les ponts pendant sa retraite. Dans le sud, le gros du VIe corps avait été anhihilé et ses divisions au sud (la 299e division d'infanterie et la 256e division d'infanterie allemandes) avaient été isolées du reste de la IIIe Panzer Armee par les attaques lourdes autour de Bogouchevsk, où ils tentèrent de marquer le pas sur la ligne Hessen, la troisième ligne de défense. Les 43e et 39e armées soviétiques convergeaient derrière Vitebsk, emprisonnant la totalité du LIIIe Corps. Son commandant, Friedrich Gollwitzer, avait transféré la 4e division de terrain de la Luftwaffe au sud-est de la ville de façon à être le fer de lance d'une percée, tandis que le 246e division d'infanterie (Volskgrenadiers) tentait de tenir ouverts les ponts de la Dvina. Cependant, l'Oberkommando des Heeres (OKH) refusa toutes les demandes d'une évacuation totale : la 206e division d'infanterie allemande se vit intimer l'ordre de tenir la ville et de combattre jusqu'au dernier homme.
Les plans soviétiques dans ce secteur rejoignirent le succès triomphal. la 4e division de terrain de la Luftwaffe fut morcelée et détruite par la 39e armée dans la soirée du 25 juin. Dans les derniers jours, le 246e d'infanterie et le 4e division de terrain de la Luftwaffe combattirent leur chemin le long de la route de Vitebsk, étaient également encerclés. Hitler insista sur le fait qu'un officier d'état-major avait été parachuté dans Vitebsk pour rappeler à Gollvitzer qu'il ne devait pas se replier. Le commandant de la 3e Armée Panzer, Reinhardt, n'était pas capable de faire revenir Hitler sur cette décision en étant parachuté chez lui si Hitler maintenait cet ordre. Dans la soirée les forces soviétiques poursuisaient leur route en combattant dans la ville et Gollwitzer finalement ordonna à la garnison de se replier, défiant les ordres de l'OKH.

#### Recul allemand
Le 27 juin, les 30 000 hommes du LIIIe Corps ont été en majorité tués ou faits prisonniers. Un groupe de plusieurs centaines d'hommes de la 4e division de terrain de la Luftwaffe tenta une percée mais fut liquidé dans les forêts à l'ouest de Vitebsk. Les restes du IXe corps firent retraite à l'ouest, tombant ensuite à Polotsk sur la 6e Armée de la Garde en poursuite : le 6e corps fut aussi largement détruit.

#### Succès soviétique
La ville de Vitebsk, saillant allemand, est rapidement encerclée, dès le 25 juin, au terme d'une manœuvre d'encerclement, qui est menée en dépit des contre-attaques allemandes. À l'intérieur de la poche, les unités allemandes sont gênées par les attaques aériennes soviétiques, dans leurs déplacements, dans leur concentration comme dans leur tentatives de percée le 26 juin.
La réduction de la poche a causé la mort de 35 000 soldats allemands et la reddition de 10 000 prisonniers, dont le commandant de la poche, le général Gollwitzer.
La 3e Panzer Armée avait été éparpillée en quelques jours et Vitebsk libérée : plus significativement, une grande brèche avait été creusée dans les lignes allemandes au nord de la 4e armée dans le précédent du secteur du VIe corps.

### Autour d'Orcha

#### Situation initiale
Le secteur central des opérations soviétiques était contre le long front de la 4e armée allemande qui était sous le commandement général de Kurt von Tippelskirch. Les plans soviétiques visaient le gros de ces forces, le XXXIXe corps de blindés et le 12e corps d'arméeallemands, encerclés selon ce qui était prévu après avoir été cloués au sol par les attaques du 2e Front biélorusse en parallèle avec l'offensive Mohilev. De loin, le plus important des objectifs soviétiques était immédiatement le nord. La route principale Moscou–Minsk et la ville d'Orcha, que l'aile gauche du 3e Front biélorusse de Tcherniakhovski avait reçu l'ordre de prendre. Une percée dans cette zone contre le Général Paul Völckers, 15e corps d'armée allemand formerait la branche nord de la pince de l'encerclement prévu pour détruire la IVe armée allemande. La route de Minsk était protégée par des travaux de défense étendus défendus pas la LXXVIIIe division d'infanterie allemande, une unité spécialement renforcée par de l'artillerie supplémentaire et des canons d'assaut. Orcha même était désignée comme une place forte (Fester Platz) ou point fortifié sous le commandement de la LXXVIIIe division d'infanterie, avec la XXVe Divisionde Panzergrenadier allemande qui tenait les lignes au sud. Le résultat des fortes défenses installées dans ce secteur était que les plans soviétiques inclurent l'engagement d'unités du génie lourdement armées (chars rouleurs de mines) pour assistance à une percée.

#### L'attaque
La 11e Armée de la Garde soviétique de Galitsky attaque vers Orcha le 23 juin 1944 mais son avance est réduite à une profondeur 1 500 mètres, en raison des contre-attaques et des tirs d'artillerie allemands. Le jour suivant, les Soviétiques (1re division de fusiliers de la Garde) furent capables de percer à travers les lignes allemandes dans une région marécageuse faiblement tenue au nord de la 78e Sturm Division, qui reçoit l'ordre de reculer sur la ligne "Hessen", la troisième ligne de défense. Elle était en train de combattre pour garder le contact avec la 25e Division de Panzergrenadiers allemande au sud.
Tcherniakhovski, encouragé par les progrès de la 1re division des fusiliers de la Garde, poussa des forces d'exploitation mixtes cavalerie / mécanisées dans la brèche des lignes allemandes. Le 25 juin, les défenses commencèrent à céder. Une contre-attaque à Orekhovsk échoua.

#### Recul allemand
La position de Volcker fut affaiblie par le quasi-effondrement du 6e Corps de la IIIe Panzer Armée, immédiatement au nord. À 11 h 20 le 25 juin, le VIe Corps qui avait été coupé de sa formation mère, fut réaffecté à le IVe Armée. Une partie des réserves, la XIVe division d'infanterie allemande, fut amenée pour tenter de ralentir l'avance soviétique au nord d'Orcha Vers minuit, cependant, la 11e Armée de la Garde soviétique avait brisé les restes du VIe Corps sur la ligne 'Hessen' et la situation de la 78e Sturm Division devenait intenable. Le 26 juin vit les forces allemandes en retraite. Les forces soviétiques du 2e Corps blindé de la Garde soviétique, appuyées par une aviation puissante purent pousser sur la route au-delà de Minsk rapidement, avec une force auxiliaire qui perça pour encercler Orcha, défendue par un bataillon de cyclistes,qui fut libérée dans la soirée du 26 juin 1944.
La force principale d'exploitation, la 5e armée blindée de la Garde soviétique de Pavel Rotmistrov fut alors engagée dans la brèche creusée dans les lignes allemandes. Le VIe Corps se désagrégea complètement, ses éléments arrière atteignant Borisov en désordre. Son commandant, le général Georg Pfeiffer, fut tué le 28 juin après avoir perdu le contact avec ses divisions. Vollcker se vit ordonner de tenir bon mais n'avait plus les ressources nécessaires malgré la montée de sa 260e division d'infanterie vers le nord et le déplacement de la 286e division de sécurité allemande vers les lignes.
Dans le chaos occasionné par les consignes d'Ernst Busch, dictées par les consignes de défense rigides de Hitler, des unités montant au combat croisent des hommes séparés de leur unité et en retraite, tandis que Hitler autorise des replis lents et partiels ne modifiant en rien l'issue de la bataille ; en effet, face à la percée soviétique, c'est un décrochage rapide que Busch tente d'obtenir le 26 juin à Berschtesgaden. Rapidement encerclée sur trois côtés, la ville est abandonnée le 27 juin, après quelques combats de rue.

#### Fin de l’offensive
Les unités allemandes en fuite sont rapidement prises à partie, et, en dépit de l'organisation d'un chaudron mobile, les soldats qui les composent cèdent à la panique et contribuent à transformer la défaite en déroute.
L'opération cessa effectivement le 28 juin 1944, avec l’arrivée de la 5e armée blindée soviétique sur la Bérésina.

## Conséquences
En termes d'objectifs vis-à-vis de l'opération Bagration, l'offensive fut un succès complet.
- Les deux villes et centres de communications / transports, Vitebsk et Orcha, furent prises.
- De lourds dommages furent infligés aux forces allemandes, avec le LIIe corps de la IIIe Panzer armee complètement éliminé et d'autres corps souffrant de hauts niveaux de pertes en hommes et matériel.
- La percée des forces d'exploitation à Orcha, en combinaison avec une percée similaire au sud, en parallèle avec l'offensive Bobruisk, qui mettait en place l'encerclement du gros des forces allemandes de la IVe armée dans l'offensive Minsk suit.

La politique funeste des places fortes à tenir à tout prix continue, places fortes encerclées et tournées.